# Breeders' Cup Filly & Mare Sprint
Breeders' Cup Filly & Mare Sprint, är ett galopplöp i löpserien Breeders' Cup, som drivs av Breeders' Cup Limited, ett företag som bildades 1982. Det är ett Grupp 1-löp, det vill säga ett löp av högsta internationella klass. Första upplagan av Breeders' Cup Filly & Mare Sprint reds 2007, och reds över distansen 6 furlongs. Idag rids löpet över distansen 7 furlongs, 1408 meter, 0.875 mile. Den samlade prissumman i löpet är 1 miljon dollar.

## Segrare
| År   | Häst              | Ålder | Jockey          | Tränare           | Tid     | Grupp |
| ---- | ----------------- | ----- | --------------- | ----------------- | ------- | ----- |
| 2022 | Goodnight Olive   | 4     | Irad Ortiz Jr.  | Chad C. Brown     | 1:21.61 | I     |
| 2021 | Ce Ce             | 5     | Victor Espinoza | Michael McCarthy  | 1:21.00 | I     |
| 2020 | Gamine            | 3     | John Velazquez  | Bob Baffert       | 1:20.20 | I     |
| 2019 | Covfefe           | 3     | Joel Rosario    | Brad H. Cox       | 1:22.40 | I     |
| 2018 | Shamrock Rose     | 3     | Irad Ortiz Jr.  | Mark E. Casse     | 1:23.13 | I     |
| 2017 | Bar of Gold       | 5     | Irad Ortiz Jr.  | John C. Kimmel    | 1:22.63 | I     |
| 2016 | Finest City       | 4     | Mike Smith      | Ian Kruljac       | 1:22.37 | I     |
| 2015 | Wavell Avenue     | 4     | Joel Rosario    | Chad Brown        | 1:22.39 | I     |
| 2014 | Judy the Beauty   | 5     | Mike Smith      | Wesley Ward       | 1:21.92 | I     |
| 2013 | Groupie Doll      | 5     | Rajiv Maragh    | William Bradley   | 1:20.75 | I     |
| 2012 | Groupie Doll      | 4     | Rajiv Maragh    | William Bradley   | 1:20.72 | I     |
| 2011 | Musical Romance   | 4     | Juan Leyva      | William A. Caplan | 1:23.47 | I     |
| 2010 | Dubai Majesty     | 5     | Jamie Theriot   | W. Bret Calhoun   | 1:22:33 | I     |
| 2009 | Informed Decision | 4     | Julien Leparoux | Jonathan Sheppard | 1:21.66 | I     |
| 2008 | Ventura           | 4     | Garrett Gomez   | Robert J. Frankel | 1:19.90 |       |
| 2007 | Maryfield         | 6     | Elvis Trujillo  | Doug O'Neill      | 1:09.85 |       |